# 浩勒包淖日
浩勒包淖日，又写作霍鲁坡湖，也称洪宁湖，是位于中国内蒙古自治区呼伦贝尔市陈巴尔虎旗西乌珠尔苏木西北的一个湖泊。其位置约在东经118°25′，北纬49°44′。湖面海拔520米，面积达2.7平方公里。该湖的沉积物主要是芒硝和石盐。浩勒包在蒙古语的意思是“连着的”。